# Star Wars Jedi: Survivor
Star Wars Jedi: Survivor est un jeu vidéo d'action-aventure développé par Respawn Entertainment et édité par Electronic Arts, sorti le 28 avril 2023 sur Microsoft Windows, PlayStation 5,Xbox Series, PlayStation 4 et Xbox One
. Il est la suite de Star Wars Jedi: Fallen Order (2019).

## Trame

### Contexte
Dans un univers assombri par les ombres impériales, Star Wars Jedi: Survivor offre une suite à la quête de Cal Kestis dans Star Wars Jedi: Fallen Order
Après cinq années de combats acharnés contre l'Empire et la perte de ses compagnons lors d'un raid dévastateur, Cal Kestis, promu chevalier Jedi, découvre des indices menant à un légendaire bastion Jedi oublié du monde : Tanalorr, un sanctuaire mythique de la Haute République,.
Déterminé à créer un refuge pour ceux fuyant l'oppression impériale, Cal rassemble ses amis de longue date, partis dans des chemins différents, et se lance dans une quête périlleuse à la recherche de ce monde perdu.

### Résumé de l'histoire
L'histoire se passe en l'an 9 avant la Bataille de Yavin (-9 BY), cinq ans après avoir détruit l'Holocron Jedi, le Chevalier Jedi Cal Kestis poursuit son combat contre l'Empire avec BD-1. Ainsi, on le retrouve accompagné d'un nouvel équipage qui mène des missions de résistance contre l'Empire.
Leur dernière mission se passe sur Coruscant où Cal fait semblant d'être prisonnier pour récupérer des données militaires vitales pour Saw Gerrera. En mauvaise posture, il est alors sauvé par Bode Akuna, un mercenaire récemment devenu membre de son équipage. Ensemble, ils déciment les soldats ennemis et rejoignent leur équipe. Après avoir récupéré les données, Cal constate avec horreur que durant ses cinq années de combat, l'Empire n'a fait que se répandre à travers la Galaxie. Alors encore dans le vaisseau où il a trouvé ces données, il est encerclé avec son équipe par des soldats menés par la Neuvième Sœur, une inquisitrice que Cal pensait morte depuis leur combat sur Kashyyyk, qu'il vainc cette fois définitivement. Cependant, son équipage est décimé. Il parvient cependant, à l'aide des membres d'équipage restants, dont Bode, à rejoindre son vaisseau, le Mantis, pendant que Bode prend quant à lui son X-wing. Après une course poursuite avec des chasseurs TIE, les deux seuls survivants sont Bode et Cal, qui se séparent alors, Cal choisissant d'aller rejoindre Greez, un vieil ami, sur la planète Koboh.
Arrivé sur Koboh, Cal Kestis libère un droïde nommé Zed, dont il apprend qu'il appartenait à la Jedi Santari Khri qui étudiait un passage appelé l'Abysse de Koboh, qui permettrait d'atteindre une planète appelée Tanalorr, qu'elle souhaitait transformer en sanctuaire Jedi. Après avoir retrouvé Bode et lui avoir fait part de cette histoire, Cal part à la recherche d'un complexe dont la position lui a été indiquée par Zed, où il trouve Dagan Gera, un Jedi de la Haute République, amputé d'un bras, dans une cuve à bacta. Il le libère et lui raconte la chute de l'Ordre Jedi et l'avènement de l'Empire. Dagan se montre agressif, disant que Santari et le Conseil l'ont trahi et révèle que son sabre est rouge en attaquant Cal. Dagan Gera est récupéré par Rayvis, chef d'un puissant groupe de pillards, les Pillards du Chaos, installés sur Koboh. Après être retourné en ville, Cal et ses amis réalisent qu'une planète comme Tanalorr pourrait aider tous les gens chassés par l'Empire. Greez rejoint alors l'équipage du Mantis et conseille à Cal d'aller voir Cere sur Jedha.
Une fois sur Jedha, Cal retrouve son amie Merrin, qui se révèle être l'agent chargé de le guider jusqu'à Cere. Il constate que l'Empire est présent sur Jedha. Cal découvre que l'ancien maître de Cere et ami de BD-1, Eno Cordova, est toujours vivant et travaille avec Cere pour un groupe rebelle appelé Le Passage. Leur tâche consiste à mettre en sécurité les ennemis de l'Empire. Les retrouvailles passées, Cal cherche dans les Archives Jedi des informations sur Dagan, Koboh et Tanalorr. Il apprend que Dagan avait un laboratoire sur Koboh et sur sa lune dite Lune Brisée.
Cal affronte les Pillards du Chaos et récupère deux mystérieux appareils. Il découvre que Dagan a assassiné des Jedi quand ils ont cherché à détruire ces appareils. Il les ramène donc à Cordova pour qu'il les analyse. Après une mission périlleuse afin de récupérer des codes du Passage après une attaque de l'Empire sur la cachette rebelle, Merrin et Cal confessent leurs sentiments l'un pour l'autre et s'embrassent. À leur retour, Cordova leur explique que ces appareils sont des compas mais qu'ils sont trop endommagés pour être réparés. Ils apprennent que Dagan Gera était le seul pilote volontaire pour franchir l'Abysse de Koboh et découvrir Tanalorr. Le projet réussit et les Jedi créèrent un temple là-bas. Santari créa ces compas pour voyager dans l'abysse en toute sécurité. Malheureusement après une période de paix et de prospérité, un groupe de maraudeurs anarchistes appelé les Nihil envahirent Tanalorr. Dagan organisa la défense mais devant des ennemis trop nombreux, les Jedi se replièrent et abandonnèrent Tanalorr. Dagan se sentit trahi par le Conseil et fonda les Pillards du Chaos avec l'aide de Rayvis. Cal apprend alors que Santari avait piégé Dagan dans la cuve de bacta et que le Conseil avait ordonné à Santari de détruire les compas, mais trois d'entre eux avaient disparus. Bode, ayant rejoint l'équipage de Cal, souhaite faire de Tanalorr un foyer pour sa fille Kata alors que Cal et ses amis veulent s'en servir pour aider le Passage. Cherchant une explication sur l'invasion des Nihil sur Tanalorr, Cal en déduit qu'ils ont volé le troisième compas et part à sa recherche. Merrin rejoint l'équipage du Mantis alors que Cere choisit de rester avec Cordova et le Passage sur Jedha.
De retour sur Koboh, Cal apprend que Zed a été enlevée par les Pillards du Chaos. Pendant que Merrin prépare la défense de l'avant-poste, Cal et Bode partent secourir Zed. Dagan ordonne à l'un de ses lieutenants d'activer le Complexe de la Forêt où il était auparavant emprisonné. Cal affronte Dagan mais celui-ci s'enfuit. Cal et Bode parviennent à libérer Zed et retournent à l'avant-poste, avant de partir pour la Lune Brisée à la recherche de Rayvis pour retrouver Dagan et le dernier compas intact. Cal finit par trouver Rayvis et après un intense combat réussit à le vaincre. Rayvis révèle que le dernier compas se trouve dans l'Observatoire de Santari Khri sur Koboh.
De retour sur Koboh, Cal fait son chemin vers l'Observatoire alors que les troupes de l'Empire affrontent les Pillards du Chaos, ces derniers finissant par l'emporter. Avec l'aide de Bode, Cal les décime et retrouve Dagan, qu'il finit par tuer avant de récupérer le compas, endommagé pendant le combat. De retour sur Jedha, Cal le donne à Cordova pour qu'il le répare. Cependant, une attaque de l'Empire a lieu sur la base. Soudain, Bode assassine Cordova, vole le compas et s'enfuit. Cal le poursuit et le rattrape. Bode révèle alors qu'il est un Jedi qui a survécu à la Purge. Bode réussit à vaincre Cal et le croit mort.
Cere donne les codes du Passage à BD-1 avant d'être confrontée à Dark Vador, qui parvient à la tuer. Cal et le reste de l'équipage du Mantis récupèrent les corps de Cere et Cordova.
Se rappelant que Bode a une balise de repérage sur son vaisseau, Cal et les autres le traquent dans le système de Nova Garon pour venger leurs amis. En explorant la base impériale de Nova Garon, Cal rencontre le supérieur de Bode, Lank Denvik, prend son uniforme et s'infiltre dans les quartiers de Bode où il rencontre sa fille, Kata. Bode arrive et révèle qu'il était espion durant la Guerre des clones. Après l'Ordre 66, il s'est caché et est tombé amoureux de Tayala, la mère de Kata. Après le meurtre de Tayala par les troupes impériales, Bode a conclu un marché avec Denvik : travailler pour lui en échange de la sécurité de Kata. Malgré tout, Cal refuse de lui pardonner. Bode s'enfuit avec Kata et avertit les troupes impériales de la base. Se laissant envahir par le Côté Obscur, Cal les décime mais Bode réussit à quitter la base. Cal s'apprête à tuer Denvik en l'étranglant avec la Force, mais Merrin l'en dissuade.
Cal regarde le disque de données qu'il a trouvé dans les quartiers de Bode, qui contient le même message que Dagan visionnait à l'Observatoire. En le visionnant en entier, Cal apprend de Santari qu'il existe un autre moyen d’atteindre Tanalorr : l'activation des trois complexes (celui de l'Observatoire, de la Lune Brisée et de la Forêt), crée un passage sécurisé à travers l'Abysse.
Une fois le complexe de la Fôret activé, complétant le processus, Cal et son équipage découvrent Tanalorr. Merrin et Cal partent à la recherche de Bode. Ils retrouvent Kata qui les conduit jusqu'à lui. Bode refuse de se rendre et les affronte. Cal réussit à tuer Bode avec l'aide de Merrin. Bode, Cere et Cordova reçoivent des funérailles Jedi sur Tanalorr, Kata est adoptée par Merrin et Cal et rejoint l'équipage du Mantis. Cal a alors une vision de Cere, qui lui dit de guider Kata à travers les ténèbres.

## Système de jeu
Star Wars Jedi: Jedi Survivor est un jeu d'action-aventure en solo et en vue à la troisième personne. Tout comme son prédécesseur, Il adopte le style d’exploration et de progression dit metroidvania, avec des environnements nettement plus grands que dans le précédent opus. Le joueur contrôle le héros principal, Cal Kestis, qui utilise un sabre laser et a accès à différents pouvoirs de la Force.
Le sabre peut se manier suivant différentes postures, au nombre de cinq : sabre simple, double lame (à la manière de Dark Maul), double sabre (comme Ahsoka Tano), sabre simple avec pistolet blaster ou garde croisée (comme le sabre à quillons de Kylo Ren). Seules deux postures peuvent être équipées, et peuvent être changés à un point de méditation ou à un établi de personnalisation. En plus des poussées/tractions de Force et le ralentissement présents dans Fallen Order s'ajoutent désormais deux pouvoirs télékinésiques (soulèvement et écrasement) ainsi que la persuasion mentale, permettant de retourner temporairement des ennemis contre leurs alliés. Toutes ces capacités peuvent être améliorées et enrichies avec des points de compétences (obtenus avec l'expérience gagnée en tuant des ennemis, ainsi qu'en collectant certains échos et cristaux de Force), via plusieurs arbres de compétence dédiés, depuis les points de méditation.
De nouvelles capacités de déplacement viennent s'ajouter à celles introduites dans Fallen Order (escalade de grilles verticales, progression sur poutres et tuyaux, course murale, double saut) : balancement d'une barre horizontale à une autre, progression accroché à des grilles horizontales, grappin, dash permettant de se projeter en avant et d'esquiver, saut mural et glissement contre une paroi verticale, parfois en se ralentissant avec le sabre laser planté dans la paroi. Tous ces mouvements peuvent être combinés de différentes façons suivant l'environnement et les situations. Les points de méditations offrent désormais la possibilité, outre se reposer pour restaurer la santé, la Force et les stims (mais en faisant réapparaître les ennemis), d'améliorer ses capacités, de modifier les deux postures de sabre équipées, d'équiper des atouts, de s'entraîner sur des mouvements spécifiques ou de faire un voyage rapide sur n'importe quel autre point de méditation découvert de la planète,.
En plus de permettre au joueur d'afficher la carte, de restaurer sa santé avec des stims, de servir de tyrolienne et de pirater certaines portes, droïdes et autres mécanismes, BD-1 a désormais un petit lanceur capable de soit pulvériser de la « matière de Koboh », conductrice d'énergie, afin de libérer certains passages, soit de lancer des petits projectiles électriques afin d'actionner des mécanismes spécifiques ou de pirater certains droïdes ennemis à distance avant d'engager le combat, afin que ceux ci combattent leurs alliés. Il peut également servir de jumelles afin de voir au loin et de poser des marqueurs d'intérêts, visibles sur la carte.
Aux ennemis impériaux s'ajoutent les pillards du Chaos et leurs droïdes séparatistes : droïdes B1, B2, Droidekas et droïdes assassins. Cal aura également l'occasion d'affronter de nouvelles créatures, comme une version forestière du Wampa ou un Rancor.
De nombreux objets cosmétiques peuvent être collectés dans des coffres : des éléments d'apparence pour Cal tels que des blousons, pantalons ou encore des coupes de cheveux ou de barbe, mais également des pièces de personnalisation pour le sabre laser, le blaster ou BD-1, ainsi que différents types de matériaux, qui peuvent être utilisés à un établi. Ces objets peuvent également être achetés à des vendeurs contre des éléments trouvés en exploration (éclats de priorite, disques de données, parchemins).
Six planètes sont explorables : Coruscant, Koboh, un laboratoire situé sur la lune brisée de la précédente, Jedha, une base impériale sur Nova Garon et Tanalorr. Sur Koboh, une cantina sert de hub au joueur, ou il peut recruter des personnages rencontrés dans le monde ouvert, ouvrant des possibilités de discussion menant à des missions secondaires. Un jardin sur le toit permet de planter des graines récoltées sur les planètes afin de les faire pousser.

## Développement
Star Wars Jedi: Survivor est officiellement annoncé en mai 2022. Le jeu est développé par Respawn Entertainment sur PlayStation 5, Windows et Xbox Series.
Stig Asmussen, le réalisateur du jeu, affirme que le ray tracing et d'autres capacités de la nouvelle génération de console permettent à Respawn de fonctionner « avec une qualité bien supérieure à tout ce que nous avons jamais développé auparavant ». En ciblant exclusivement les consoles de neuvième génération, Survivor bénéficie de temps de chargement plus rapides avec une équipe de développement qui n'est plus obligée de prendre en charge les anciennes consoles PlayStation 4 et Xbox One sur lesquelles le premier jeu a été lancé.
Lors de la cérémonie des Game Awards 2022, une date de sortie est annoncée pour le 17 mars 2023,. Néanmoins, il est annoncé fin janvier 2023, que le jeu est reporté pour le 28 avril 2023,.

## Sortie et diffusion
La première bande-annonce cinématographique de Star Wars Jedi: Survivor est publiée en mai 2022, et il est annoncé que Star Wars Jedi: Survivor sortira en 2023. Le 5 décembre 2022, Electronic Arts annonce que le gameplay du jeu sera présenté aux Game Awards le 8 décembre.

### Star Wars Jedi: Battle Scars
Star Wars Jedi: Battle Scars est un roman lié écrit par Sam Maggs et sorti le 7 mars 2023, qui comble l'écart de cinq ans entre Star Wars Jedi: Fallen Order et Survivor. La couverture du livre est révélée le 1er décembre 2022, mettant en vedette des personnages issus de Fallen Order, notamment Cere Junda, Greez Dritus, Merrin et BD-1. De plus, le Cinquième Frère, un inquisiteur qui apparaît dans les séries télévisées Star Wars Rebels et Obi-Wan Kenobi, est confirmé.

## Accueil
Star Wars Jedi: Survivor reçoit un accueil généralement favorable selon l'agrégateur de critiques Metacritic.

### Ventes
Pour le mois d'avril 2023, Star Wars Jedi: Survivor est le jeu le plus téléchargé sur le PlayStation Store américain et européen.

### Distinctions
Le jeu est nommé à deux reprises lors des Games Awards 2023 et a également remporté un Grammy Awards en 2024.
| Année | Prix                            | Catégorie                                                                                               | Résultat   |
| ----- | ------------------------------- | --- | ---------- |
| 2023  | The Game Awards 2023            | Meilleure performance d'acteur pour Cameron Monaghan                                                    | Nomination |
| 2023  | The Game Awards 2023            | Meilleur jeu d'action/aventure                                                                          | Nomination |
| 2024  | 66e cérémonie des Grammy Awards | Meilleure bande originale pour jeux vidéo et autres médias interactifs pour Stephen Barton & Gordy Haab | Lauréat    |

## Suite
En 2023, lors d'un entretien, Stig Asmussen déclare qu'il entreprend de planifier une trilogie pour la série Star Wars Jedi. Néanmoins, en septembre 2023, celui-ci quitte la société bien que Cameron Monaghan confirme qu'un troisième opus est en cours de développement,.